# Maria de Mântua
Maria Gonzaga ou Maria de Mântua (em italiano: Maria Gonzaga, Principessa di Mantova; Mântua, 29 de julho de 1609 - Mântua,  14 de agosto de 1660) foi uma nobre italiana da Família Gonzaga.

## Biografia
Maria era a filha mais velha dos três filhos de Francisco IV, duque de Mântua e de Monferrato, e de Margarida de Saboia, Vice-rainha de Portugal, filha de Carlos-Emanuel I, duque de Saboia.
Os seus irmãos morrem muitos jovens e, aos 3 anos, ela torna-se a única herdeira de seu pai quando este morre em 1612, com a idade de 26 anos após um curto reinado de 10 meses. O seu tio Fernando I sucede a Francisco IV mas morre em 1626 sem posteridade.
O seu segundo tio, Vicente II, sucede a Fernando I. O seu reinado também é bastante curto e dura 14 meses. Com uma saúde já frágil, e também sem posteridade, ele organiza o casamento de Maria com Carlos Gonzaga, duque de Mayenne e de Aiguillon, herdeiro do chamado ramo dito de Nevers da família Gonzaga. Vicente e Carlos tinham o mesmo bisavô Frederico II Gonzaga, ao passo que Maria e Carlos tinham a mesma idade, já que ambos haviam nascido em 1609.
O casamento teve lugar em 26 de dezembro de 1627 em Mântua e, de acordo com algumas fontes, terá sido secreto. Vicente II morre algumas horas após esta celebração.
Uma tempestade desencadeia-se na sequência desse falecimento. A sucessão de Vicente II estava sujeita a controvérsias e ambições de conquista, ao ponto que se gera um conflito conhecido pelo nome de guerra de sucessão de Mântua. O papa Clemente VII e o rei Luís XIII de França apoiam o Duque de Nevers ao passo que o Imperador Fernando II, o rei Filipe IV de Espanha e o duque de Saboia Carlos Emanuel I apoiam Ferrante II Gonzaga, herdeiro do ramo conhecido como os Gonzaga-Guastalla. O duque de Saboia tinha a ambição de anexar o Ducado de Monferrato.
A guerra dura três anos e meio. O pai do jovem noivo, Carlos Gonzaga, que já era duque de Nevers, duque de Rethel, príncipe de Mântua (em França) e príncipe de Arches, instala-se em Mântua com o título de Carlos I, duque de Mântua e duque de Monferrato,mas  não consegue impedir a invasão e o saque da cidade pelas tropas espanholas em 1630. O tratado de Cherasco, em abril de 1631, confirma a soberania dos Nevers sobre os ducados de Mântua e de Monferrato.
Carlos de Gonzaga, duque de Mayenne, o esposo de Maria, torna-se herdeiro do conjunto de feudos de seu pai, atrás referidos.
Mas em agosto de 1631, Maria fica viúva com três filhos :
- Leonor (1628-1686), que em 1651 casará com Fernando III de Habsburgo;
- Maria[1]
- Carlos (1629-1665) que sucederá, em 1632, ao seu tio Fernando como duque de Mayenne e de Aiguillon e, em 1637, ao seu avô como duque soberano de Mântua, duque soberano de Montferrat, duque de Nevers, duque de Rethel e príncipe de Arches.

Maria assegura a regência do património do filho até 1647, ano em que ele faz 18 anos. Maria virá a falecer em 1660, aos 51 anos.